# Davi Alves Silva
Davi Alves Silva (Vitorino Freire, 25 de julho de 1951 — Imperatriz, 23 de setembro de 1998) foi um político e empresário brasileiro.

## Biografia
Davi Alves Silva concluiu os estudos depois de mudar para Imperatriz onde, posteriormente, se elegeu como deputado estadual em 1982, assumindo em 1983.
Em 1986 candidatou-se a deputado federal, quando se elegeu e após renunciar a concorrer ao cargo de deputado estadual.
Em 1988, candidatou-se à prefeito de Imperatriz, pelo PDS, elegendo-se no mesmo ano, e renunciou ao mandato de deputado federal, para assumir a prefeitura de Imperatriz, de 1 de janeiro de 1989 até 1993.
Em 1994, candidatou-se novamente ao deputado federal, pelo PFL (atual Democratas), e se elegeu. Assumindo em 1 de fevereiro de 1995, filiando-se ao PMN.
Em 1997, durante o mandato como deputado federal, passa a ser oposição à governadora Roseana Sarney, ao trocar o PMN, para filiar-se ao PPB.
Em 1998, foi candidato a deputado federal pelo PPB, quando foi assassinado.

## Assassinato
No dia 23 de setembro de 1998, mais de uma semana antes das eleições de outubro, Davi Alves Silva estava abastecendo em um posto de gasolina em Imperatriz, na BR-010, próximo ao Coco Grande, sentido Belém, quando um de seus homens de confiança e ex-cunhado, Abraão, chegou armado e desferiu-lhe um único tiro no peito.
Outros integrantes do grupo de Davi afirmam que havia um desentendimento entre Abraão e outro homem da confiança do deputado, Gileno, que frequentemente falava para Abraão que ele sairia do grupo. Sentindo-se acuado e com medo de uma possível queima de arquivo, Abraão intentou contra seu chefe e, segundo essas mesmas pessoas, suicidou-se logo em seguida.
O deputado federal, que era candidato favorito a reeleição, preparava-se para disputar o governo nas eleições de 2002.
Mesmo depois de ter sido assassinado dias antes das eleições, alcançou votação suficiente para eleger-se pela terceira vez como deputado Federal. Em seu lugar, assumiu o suplente Costa Ferreira.

## Cargos políticos
- Deputado estadual, 1983–1987
- Deputado federal, 1987–1989
- Prefeito de Imperatriz, 1989–1993
- Deputado federal, 1995–1998

## Homenagens
- Em 2001, a Vila Davi, um distrito da cidade de Imperatriz com aproximadamente 20 mil habitantes, tornou-se um município e recebeu o nome de Davinópolis, em sua homenagem.
- Em 23 de setembro de 2009, seu filho, Davi Silva Júnior, publicou em seu site pessoal uma saudosa homenagem ao seu pai.[2]